# Tlauh
Tlauh (franska: Tlauh (CR), Tlauh (Commune Rurale), arabiska: مراكش المدينة (المقاطعة)) är en kommun i Marocko.   Den ligger i provinsen Rehamna och regionen Marrakech-Safi, 250 km söder om huvudstaden Rabat. Antalet invånare är 9 901.